# آدلینا، شهرستان خروبیشوف
ادلینا، بخش هرابیسزو (به لاتین: Adelina, Hrubieszów County) در لهستان است که در Gmina Werbkowice واقع شده‌است.